# Amparo (kommun i Brasilien, Paraíba)
Amparo är en kommun i Brasilien.   Den ligger i delstaten Paraíba, i den östra delen av landet, 1 500 km nordost om huvudstaden Brasília. Antalet invånare är 2 088.
Omgivningarna runt Amparo är huvudsakligen savann. Runt Amparo är det glesbefolkat, med 18 invånare per kvadratkilometer.